# Efes beyahasei enosh
Efes beyahasei enosh (אפס ביחסי אנוש, in italiano significa zero/mancanza di comunicazione interpersonale) è un film del 2014 diretto da Talya Lavie.

## Trama
In una base militare sperduta, tre giovani soldatesse in servizio di leva per l'esercito israeliano trascorrono il tempo giocando al computer, cantando canzoni pop e cospirando per ottenere il trasferimento a Tel Aviv.
Durante il film, le soldatesse si incontrano situazioni che mostrano come stereotipi e maschilismo sono ancora aspetti, anche se indirettamente, socialmente accettati. 
Questa pellicola, l'unica premiata con due riconoscimenti  - Miglior narrativa e Nora Ephron - al Tribeca Film Festival, mostra i paradossi della vita militare per le soldatesse di leva per i due anni obbligatori.